# Kaluga (Pologne)
Pour les articles homonymes, voir Kaluga.
Kaluga est une localité polonaise de la gmina de Żabno, située dans le powiat de Tarnów en voïvodie de Petite-Pologne.